# Bufotes viridis
Il rospo smeraldino europeo (Bufotes viridis (Laurenti, 1768)) è un anfibio anuro della famiglia Bufonidae.

## Descrizione

### Adulto
È più piccolo del rospo comune (Bufo bufo): raggiunge al massimo i 10 cm, restando più frequentemente attorno ai 7 cm. La colorazione è molto variabile: marrone o bianco con chiazze verde smeraldo. Frequentemente la sua livrea è impreziosita da puntini rossastri. Le ghiandole parotoidi si trovano, come nel rospo comune, sul collo, ma sono più allungate.

### Girini

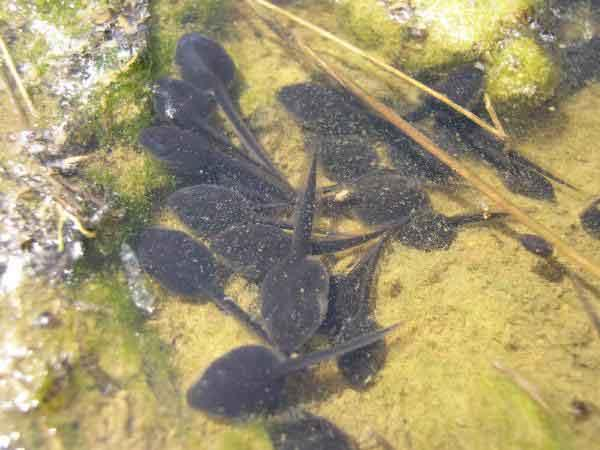
Girini

I girini di Bufotes viridis sono grigio-marrone e lunghi anche 4,5 cm e crescono nutrendosi soprattutto di alghe e altri minuscoli materiali organici. La temperatura dell'acqua nella zona dove si trovano deciderà la velocità della loro metamorfosi: più è calda l'acqua, più veloce sarà la metamorfosi. Questo perché l'alta temperatura dell'acqua è sintomo che la loro pozza si sta prosciugando. Da ricordare che i girini di rospo smeraldino sopportano anche elevati gradi di salinità dell'acqua.
Ai girini spuntano dapprima le zampe posteriori, e successivamente le zampe anteriori: da questo momento iniziano a digiunare, perché il loro apparato boccale (e digerente) si sta trasformando: infatti da onnivori diverranno insettivori. La metamorfosi dura uno o due giorni; il metamorfosando inizia ad assorbire la coda, e nel giro di appunto 24 - 48 ore scomparirà. La sua pelle è ancora liscia per favorire la traspirazione. A differenza del rospo comune, il neometamorfosato di rospo smeraldino inizierà a mangiare dopo appena un giorno dalla metamorfosi.

## Distribuzione e habitat
Il rospo smeraldino si trova nell'Europa continentale, in Asia e nel Nord America.
In Italia la sua presenza è limitata al Friuli-Venezia Giulia, al Veneto, Lombardia, Emilia-Romagna e al Trentino-Alto Adige mentre nelle altre regioni compresa la Sardegna è diffuso Bufotes balearicus tranne in quasi tutta la Sicilia dove è presente Bufotes boulengeri siculus.
Pur essendo presenti numerose minacce alla sopravvivenza del rospo smeraldino, sarebbe tuttavia utile attuare dei piani di protezione attraverso: ulteriori indagini sui siti di riproduzione e il continuo monitoraggio di quelli già individuati; la protezione dei bacini idrici attuali e la creazione di piscine artificiali adatte alla sua riproduzione; la riduzione degli ostacoli alla sua riproduzione attraverso la pianificazione della pulizia dei bacini idrici al di fuori del periodo riproduttivo e il controllo dell’introduzione di specie non autoctone. 
Si adatta a differenti habitat tra cui steppe, zone di montagna, aree semi-desertiche e zone urbane.

## Specie simili
Altre specie di rospo smeraldino presenti in Italia, che in passato venivano tutte attribuite a B. viridis, sono:
- Bufotes balearicus: presente in quasi tutta Italia, Sardegna ed un pezzo di Sicilia (messinese) (qualche autore definisce questa specie B. lineatus)
- Bufotes boulengeri: presente con la sottospecie nordafricana a Lampedusa e con la sottospecie siciliana (B. boulengeri siculus) in Sicilia e nelle isole minori.

## Biologia
Rispetto al rospo comune frequenta ambienti più umidi e più caldi. Si nutre di insetti, lombrichi e tutto quello che riesce a catturare.
Il rospo smeraldino è in grado di emettere un richiamo piuttosto forte, simile al trillo dei grilli; i maschi in riproduzione tendono a "cantare" in gruppi numerosi come le rane verdi.

## Riproduzione
Dopo il letargo invernale, in concomitanza con la primavera inizia la stagione degli accoppiamenti: i rospi si recano vicino ai luoghi di riproduzione (solitamente vicino a corsi d'acqua, pozze o stagni) verso l'inizio di marzo e lì i maschi si aggrappano alle ascelle delle femmine, che sono visibilmente più grandi. Questo è il cosiddetto amplesso ascellare. A questo punto la femmina depone in acqua un cordone gelatinoso di circa 13 000 uova, che vengono fecondate dal maschio. Queste uova poi si schiuderanno, facendo nascere i girini. A differenza del Rospo comune non tende a frequentare sempre lo stesso ambiente acquatico per riprodursi.

## Conservazione
Il rospo smeraldino è protetto dalla convenzione di Berna per la salvaguardia della fauna minore.